# Dominante (musica)
La dominante è il quinto grado di una scala diatonica. Questo nome è spiegato dal fatto che il quinto grado ha la stessa importanza della tonica in una scala musicale, dato che rappresenta, per così dire, il suo reciproco. Generalmente porta un senso di tensione al discorso musicale.

## Accordo di dominante
In senso armonico, l'accordo di dominante (o, semplicemente, la dominante) di una tonalità è l'accordo costruito sul quinto grado della scala (per esempio, la dominante di Do maggiore è l'accordo di Sol maggiore).
L'accordo di dominante è indipendente dal modo della scala (cioè dal suo essere maggiore o minore nei modi classici) ed ha una naturale tendenza a risolvere sull'accordo di tonica, anche se esistono numerose alternative musicalmente valide (vedi cadenza).

## Accordo di settima di dominante

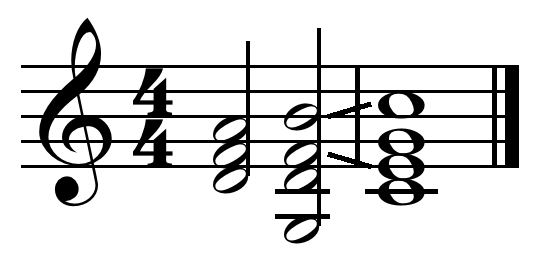
Accordo di dominante (V) in una cadenza II-V-I in DO

Affermatosi come accordo indipendente sul finire del Barocco, è senza dubbio l'accordo più importante della teoria armonica classica.
Origina dal movimento melodico della dominante (intesa come nota) che risolve sulla mediante passando dalla sottodominante come nota di passaggio.
Si costruisce, a partire dall'accordo di dominante, per sovrapposizione di una terza minore. Poiché è formato dagli intervalli di terza maggiore, quinta giusta e settima minore a partire dalla fondamentale, rientra nella categoria delle settime di prima specie.
In un'armonia a quattro parti, la normale risoluzione delle note è la seguente:
- la fondamentale sale di quarta (o scende di quinta) oppure resta legata (o salta d'ottava);
- la terza (la sensibile) sale di grado sulla tonica:
- la quinta può scendere (preferibilmente) o salire di grado;
- la settima scende di grado sulla mediante.

La risoluzione è dunque sull'accordo di tonica.
Poiché, in una cadenza autentica, se il basso è la dominante esso deve saltare sulla tonica, nelle parti superiori si avrà un'armonia incompleta di tonica (mancherà la quinta dell'accordo). Per ovviare a questo inconveniente si preferisce, solo nel caso della fondamentale al basso, elidere la quinta dell'accordo di dominante (il re, nell'esempio in do maggiore) e raddoppiare la fondamentale (il sol, nel nostro esempio).
In alcuni autori, come ad esempio Johann Sebastian Bach, si ha invece la tendenza a far scendere la sensibile, quando si trova nelle parti interne, sulla dominante qualora la voce superiore scenda sulla tonica, ottenendosi così due accordi completi.